# Aéroport civil d'Amman
Pour les articles homonymes, voir Aéroport d'Amman et ADJ.
L’Aéroport civil d'Amman (code IATA : ADJ • code OACI : OJAM) (arabe : مطار عمان المدني translittéré: Matar Amman Al Madani) est un aéroport situé à Marka à l'est d'Amman, la capitale de la Jordanie. Il fut le hub de la Royal Jordanian Airlines avant la construction de l'aéroport international Queen Alia en 1983.

## Situation
| Amman · (civil) Prince-Hassan Amman · Reine-Alia Aqaba |

## Compagnies aériennes et destinations
| Compagnies           | Destinations                                                       |
| -------------------- | ------------------------------------------------------------------ |
| Jordan Aviation      | Charter : Aqaba, Bagdad, Dubaï, Istanbul-S. Gökçen, Nadjaf, Koweït |
| Palestinian Airlines | El-Arich[citation nécessaire]                                      |

Édité le 07/09/2017